# Liste der Monuments historiques in Loc-Envel
Die Liste der Monuments historiques in Loc-Envel führt die Monuments historiques in der französischen Gemeinde Loc-Envel auf.

## Liste der Bauwerke
| Bezeichnung      | Beschreibung                          | Standort                 | Kennzeichnung | Schutzstatus | Datum | Bild           |
| ---------------- | ------------------------------------- | ------------------------ | ------------- | ------------ | ----- | -------------- |
| Kirche St-Envel  | Erbaut im 15./16. Jahrhundert         | Place de l’Eglise (Lage) | PA00089307    | Classé       | 1911  | weitere Bilder |
| Manoir de Lanvic | Herrenhaus, erbaut im 15. Jahrhundert | (Lage)                   | PA00089308    | Inscrit      | 1967  |                |

## Liste der Objekte

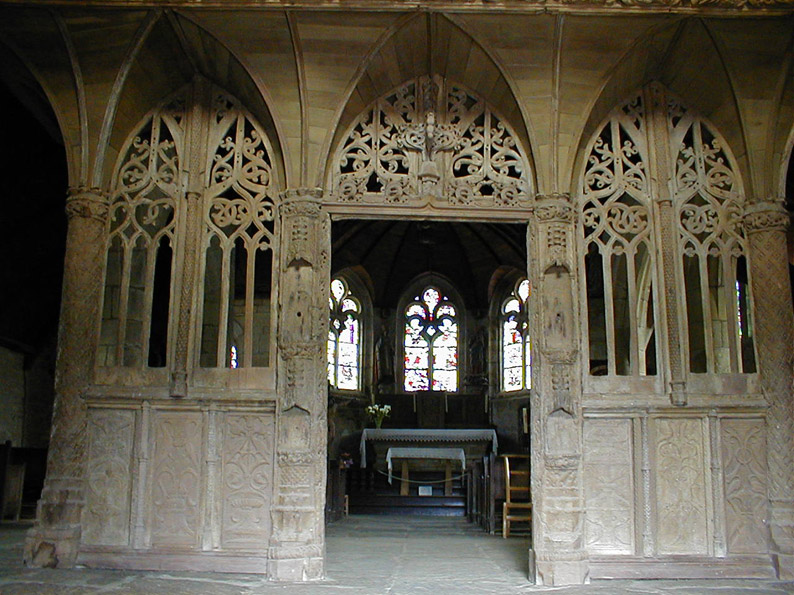
Lettner in der Kirche St-Envel

- Monuments historiques (Objekte) in Loc-Envel in der Base Palissy des französischen Kultusministeriums